# Hemimysis speluncola
Hemimysis speluncola är en kräftdjursart som beskrevs av Michel Ledoyer 1963. Hemimysis speluncola ingår i släktet Hemimysis och familjen Mysidae. Inga underarter finns listade i Catalogue of Life.